# Frontera entre Argentina y Uruguay
La frontera entre Argentina y Uruguay es una línea de 887 km, marcada por los ríos Uruguay y de la Plata (392 km). Comienza en una frontera triple Uruguay-Argentina-Brasil, en la desembocadura del río Cuareim con el río Uruguay. El curso fluvial de este sigue, pasando al oeste de los departamentos uruguayos de Artigas, Salto, Paysandú, Río Negro, Soriano y Colonia de las provincias argentinas de Corrientes, Entre Ríos y Buenos Aires, hasta desembocar en el Río de la Plata.

## Historia
El río Uruguay siempre fue un límite físico que separaba a la antigua Banda Oriental del resto del Virreinato del Río de La Plata. En función de la presencia de este río, la frontera entre Uruguay y Argentina no fue muy disputada. 
Desde 1815 - 16 el gobierno del Reino Unido de Portugal, Brasil y Algarve (Brasil antes de la independencia) procuraba anexar la región de la actual Uruguay a Brasil. Este hecho ocurrió con la victoria brasileña contra los uruguayos durante la batalla de Tacuarembó el 1820. La región fue denominada Provincia Cisplatina del ya independiente Imperio del Brasil.
Fue retomada por uruguayos con el apoyo de las tropas de Argentina el 25 de agosto de 1825. Al terminar la guerra, con el tratado de Montevideo, se creó la soberana República Oriental del Uruguay. La actual frontera fue establecida en ese momento. El propio nombre oficial de Uruguay (República Oriental del Uruguay), señala que el país se encuentra al oriente -este- del río Uruguay.
El trazado terrestre fue establecido luego de que ambos países firmaran el Tratado del Río de La Plata en el año 1973.

## Puntos de pasaje
El río Uruguay es bien navegable por embarcaciones mayores desde el Río de la Plata hasta Concepción del Uruguay, Argentina, y hasta Paysandú, Uruguay. Las embarcaciones pequeñas pueden ir hasta Concordia, en Argentina, y hasta Salto, en Uruguay. Una toma internacional (Uruguay y Argentina) para la producción de energía hidroeléctrica se ubica en Salto Grande, sobre el río Uruguay.
Actualmente se discute y planifica la creación de un puente sobre el río Uruguay uniendo a las ciudades de Bella Unión y Monte Caseros.

## La única frontera seca entre Argentina y Uruguay
En la década de 1980, el arrastre aluvional de sedimentos fusionó a la Isla Martín García y Timoteo Domínguez. La labor de identificar por donde debería correr la frontera internacional le fue encomendada a la Comisión Administradora del Río de la Plata (CARP), la cual resolvió la demarcación. El 19 de junio de 1988 en la Cancillería argentina se firmaron las notas reversales del protocolo sobre la demarcación del límite entre las islas Martín García (partido de La Plata, provincia de Buenos Aires) y Timoteo Domínguez (departamento de Colonia), las que fueron rubricadas por el ministro de relaciones exteriores de la Argentina Dante Caputo y su par del Uruguay Luis Barrios Tassano. Este pequeño tramo limítrofe constituye la única frontera terrestre entre ambos países.